# Grillenbanner
Grillenbanner ist ein Walzer von Johann Strauss (Sohn) (op. 247). Das Werk wurde am 11. Februar 1861 im Diana-Saal in Wien erstmals aufgeführt.

## Anmerkungen

Annonce der Familie Strauss für das "Carnevals-Schluss-Ball-Fest" am 11. Februar 1861 in dem die Uraufführung des Grillenbanner-Walzers angekündigt wird.